# 華麗なるリベンジ
『華麗なるリベンジ』（かれいなるリベンジ、原題：검사외전）は、2016年公開の韓国映画。原題は日本語では「検事外伝」の意。監督・脚本はイ・イルヒョン、主演はファン・ジョンミン、カン・ドンウォン。
韓国での観客動員数は970万人を突破し、2016年上半期の国内観客動員数1位を記録した。

## ストーリー
血の気が多いことで有名な検事ピョン・ジェウク（ファン・ジョンミン）は、法と正義に従わない悪人たちを合法的に痛めつけるために検事になったと語るような男だった。
ある日、デモ現場で暴れていた青年イ・ジンソク（パク・チョンファン）を捕まえると、ジェウクはいつものように暴行を行使して被疑者に尋問する。その翌日、取調室の机にうつ伏せになったままのジンソクを起こしたジェウクは顔面蒼白。寝ているだけだと思ったジンソクが息絶えていたのだ。昨日の取調中にジンソクの顔面を殴打したジェウクが殺人の容疑者となるが、ジェウクは生命に危険を及ぼすまでの暴行を加えた覚えがない。彼は先輩検事ウ・ジョンギル（イ・ソンミン）の助言どおり、正当防衛を全面に主張して執行猶予付きの判決を得ようとするが、突然ジョンギルが背信。仲間の裏切りによって懲役15年の実刑が確定し、刑務所に収監されたジェウクは、かつて捜査という名目で何気なく暴行した受刑者たちに報復を受ける。
一夜にして検事から犯罪者に転落したジェウク。彼は自身の身の潔白を主張するために何度も再審申請を行うが、全て棄却される。刑務所で辛酸を舐めていたジェウクは、看守に不動産に関する法律を助言したことをきっかけに、捜査で得た法曹界のノウハウを刑務所幹部に伝授し始める。5年後、ジェウクは「9番房のおやじ」という通り名で刑務所内カーストのトップに君臨するまでになっていた。
そうして潔白を主張する契機を見計らっていた頃、ジェウクは刑務所でハン・チウォン（カン・ドンウォン）という青年に出会う。チウォンは5年前に死んだジンソクが参加していたデモの現場にいたという。ずば抜けた美貌を持つチウォンだが、その正体は息を吸うように嘘をつく前科9犯のプロ詐欺師だった。ジェウクは自分の頼みを聞くなら無罪で出所できるよう手助けするという条件でチウォンに協力を要請し、チウォンは怪しみながらも承諾。ジェウクとチウォンによる華麗なる復讐劇が幕を開ける。

## キャスト
- ファン・ジョンミン：ピョン・ジェウク - 検事
- カン・ドンウォン：ハン・チウォン - 詐欺師
- イ・ソンミン：ウ・ジョンギル - 水原地方検察庁次長検事
- パク・ソンウン：ヤン・ミヌ - 水原地方検察庁部長検事・ソウル中央地方検察庁特捜部
- キム・ウンス：カン・ヨンシク - 創造国民党議員
- チュ・ジンモ：チェ・ヒョンソク - ソウル高等法院（裁判所）判事
- ハン・ジェヨン：チャン・ヒョンソク - 極東開発社長
- キム・ウォネ：ヨンチョル - 服役者
- チョン・ベス：カン・ヨンソプ - ピョン・ジェウク検事付検察事務官
- シン・ソユル：キム・ハナ - ハン・チウォンの彼女
- パク・チョンファン：イ・ジンソク - 警官暴行被疑者
- キム・ホンパ：キム刑務所長

### 日本語の吹き替え
- ピョン・ジェウク: 森川智之
- ハン・チウォン: 野島裕史

## スタッフ
- 監督・脚本：イ・イルヒョン
- プロデューサー：クク・スラン
- 助監督：キム・ジョンホ
- 撮影：チェ・チャンミン（C.G.K）
- 編集：キム・サンボム、キム・ジェボム
- 照明：ユ・ソンムン（フィラメント）
- 音楽：ファン・サンジュン（Leading tone）
- 美術：パク・イリョン（NEWIMAGE）
- 武術：ホ・ミョンヘン、ソン・ミンソク
- 製作会社：映画社月光、サナイピクチャーズ
- 配給（韓国）：ショーボックス
- 字幕翻訳：福留友子
- 吹替翻訳：浅香真規子
- 吹替演出：市来満